# Labourdonnaisia glauca
Labourdonnaisia glauca är en tvåhjärtbladig växtart som beskrevs av Wenceslas Bojer. Labourdonnaisia glauca ingår i släktet Labourdonnaisia och familjen Sapotaceae.
Artens utbredningsområde är Mauritius. Inga underarter finns listade i Catalogue of Life.